# Fajar Bulan
Fajar Bulan is een bestuurslaag in het regentschap Lampung Barat van de provincie Lampung, Indonesië. Fajar Bulan telt 7909 inwoners (volkstelling 2010).